# Overbreadth doctrine
 (avril 2020).
En droit américain, la doctrine de l'excès de pouvoir législatif concerne principalement les contestations directes (facial challenges) de la constitutionnalité des lois en vertu du premier amendement.  
L'excès de pouvoir législatif constitue une exception au fonctionnement du contrôle de constitutionnalité américain, qui est en principe assuré par l'ensemble des juges de droit commun à l'occasion de la survenue d'un litige (contrôle diffus et concret). Admis pour la première fois en 1940 par la Cour suprême à l'occasion de la décision Thorhill v. State of Alabama, il permet de contester directement la constitutionnalité d'une loi qui porterait atteinte aux droits consacrés par le premier amendement de la Constitution. Les requérants peuvent défendre, via cette action, les tiers extérieurs à l'instance, de manière à pallier les possibles craintes de représailles (Brockett v. Spokane Arcades, 1985).  
La Cour suprême impose que la violation du premier amendement soit substantial : « il doit exister un danger réaliste que le statut lui-même compromette de manière significative les protections reconnues par le premier amendement des parties qui ne sont pas devant la Cour pour qu'il soit contesté de manière faciale pour des raisons de portée excessive (Conseil municipal de Los Angeles », 466 US 789, 801, 1984). Dans Hoffman Estates c. Le Flipside, Hoffman Estates, Inc., la Cour a jugé que le recours ne s'appliquait pas au discours commercial.